# Fusinus agadirensis
Fusinus agadirensis is een slakkensoort uit de familie van de Fasciolariidae. De wetenschappelijke naam van de soort is voor het eerst geldig gepubliceerd in 1999 door Hadorn & Rolàn.